# Lijst van burgemeesters van Gendt
Dit is een lijst van burgemeesters van de voormalige Nederlandse gemeente Gendt (ook wel Gent) tot die per 1 januari 2001 opging in de nieuwe gemeente Lingewaard (tot 1 januari 2003 heette die fusiegemeente 'gemeente Bemmel').
| Ambtsperiode | Naam burgemeester                               | Partij of stroming | Bijzonderheden                                        |
| ------------ | ----------------------------------------------- | ------------------ | ----------------------------------------------------- |
| 1811 - 1817  | Gerrit Willem Merkes                            |                    | maire/burgemeester                                    |
| 1818 - 1832  | C.H. Phaff                                      |                    | eerst schout                                          |
| 1832 - 1835  | Gerrit Willem Merkes                            |                    | vanaf 1811 ook al maire/burgemeester geweest          |
| 1835 - 1872  | Aert van der Goes (1803-1875)                   |                    | schoonzoon van voorganger                             |
| 1872 - 1892  | Jacob François Adriaan van der Goes (1838-1898) |                    | zoon van voorganger                                   |
| 1892         | Cornelis (C.) Bosman                            |                    |                                                       |
| 1893 - 1916  | Godert Willem Maas Geesteranus                  |                    |                                                       |
| 1916 - 1928  | Eligius Petrus Simonis                          |                    |                                                       |
| 1928 - 1933  | M.J. Mulders                                    |                    | werd burgemeester van Wijchen                         |
| 1933 - 1944  | H.H. Crevels                                    |                    |                                                       |
| 1944         | Christoffel (Chr.) Becude                       | NSB                |                                                       |
| 1946 - 1960  | Jo (J.B.R.) van der Meulen                      |                    |                                                       |
| 1960 - 1971  | Dolf (A.J.J.M.) Arends                          | KVP                | werd burgemeester van Wijchen                         |
| 1971 - 1976  | drs. Cornelius Adrianus (Cees) Smal             | KVP                | werd burgemeester van Tubbergen                       |
| 1976 - 1982  | Theo (Th.H.) Jeuken                             | CDA                |                                                       |
| 1983 - 1996  | Harrie (H.W.M.) Lichtenberg                     | CDA                | eerder burgemeester van Pannerden                     |
| 1996 - 1999  | Theo (Th.J.M.) van Casteren                     | CDA                | waarnemend; eerder waarnemend burgemeester van Haaren |
| 1999 - 2001  | Henk (H.L.) van der Wende                       | D66                | waarnemend                                            |